# Венета
Венета (тат. Венета, Мәнәтә) — село в Арском районе Татарстана. Входит в состав Старочурилинского сельского поселения.

## География
Находится в северо-западной части Татарстана на расстоянии приблизительно 12 км на юг по прямой от районного центра города Арск у речки Нурминка.

## История
Основано еще во времена Казанского ханства. Упоминалось также как Троицкое, Манята. В 1838 году была построена Троицкая церковь.

## Население
Постоянных жителей было: в 1782—106 душ мужского пола, в 1859—188, в 1897—281, в 1908—301, в 1926—445, в 1938—324, в 1949—208, в 1958—217, в 1970—130, в 1979—149, в 1989—193, 163 в 2002 году (русские 82 %), 137 в 2010.